# Burning Down Tomorrow
Burning Down Tomorrow ist ein Dokumentar-Kurzfilm von Kit Thomas aus dem Jahr 1990. Der Film befasst sich mit der Zerstörung des Regenwaldes und den globalen Folgen und wurde 1991 für den Oscar für den Besten Dokumentar-Kurzfilm nominiert.

## Rezeption
In der Los Angeles Times merkte Charles Solomon seinerzeit an, dass alle nominierten Dokumentar-Kurzfilme 1991 eine deutliche politische Botschaft gehabt hätten. Kit Thomas Film verfehle dabei Informationen zu transportieren, die nicht schon in anderen zeitgenössischen Filmen zu sehen wären. Die Aufnahme von Pflanzen und Tierra erinnerte ihn an National Geographic.

## Auszeichnung
- Oscar 1991: Nominierung als Bester Dokumentar-Kurzfilm[2]